# Каренго (Верчели)
Каренго је насеље у Италији у округу Верчели, региону Пијемонт.
Према процени из 2011. у насељу је живело 47 становника. Насеље се налази на надморској висини од 125 м.